# 真夕中 MID-EVENING
真夕中 MID-EVENING（まゆなか ミッド・イブニング）は、2011年9月21日にバップより発売された大矢真夕のイメージビデオである（品番：VPBF-13604）。

## 解説
- レースクイーンとしてのキャリアを持ち、オートサロンのイメージガールやレースクイーン・オブ・ザ・イヤーなどの実績を誇る大矢真夕の通算8作目[1]となるイメージビデオ。
- プラチナムプロダクションは2005年の愛川ゆず季以来、2010年の木村好珠に至るまで6年連続で日テレジェニックを輩出してきた。この年（2011年）『アイドルの穴2011』の候補生となった大矢は開始当初（4月2日放送）21位と低調だったものの、第7回（5月14日放送）でベスト5（5位）入りを果たす。その後は8位→10位と苦戦続きだったが、最終的には4位入賞となり、同プロとしては7年連続の日テレジェニック獲得となった。
  - 大矢は選出当時26歳[2]であり、歴代ジェニック受賞者としては井上和香（2003年）、滝川綾、中村知世（いずれも2010年）が記録した23歳を上回る最年長記録を更新した。ちなみにこの年は当時24歳の中村葵[3]も選ばれており、2人揃ってそれまでの記録を塗り替えている。
- 撮影は2011年7月15日～7月20日にサイパンで行われた。DVDには収録されていないが、撮影の合間にビリヤードで遊んでいたことが本人のブログで明かされている[4]。
- ちなみに本作の演出を手掛けた嶋公浩は、プラチナム所属者が出演した日テレジェニックの映像作品を全て演出している。
- この年の日テレジェニックはシリーズ初のBlu-ray Disc化を目指し、発売から1ヵ月の間のDVD売り上げで「クイーン・オブ・日テレジェニック」を競っていたが、結果的には3位[5]に終わり、大矢の映像作品としては初となるBlu-ray化はならなかった。
- なお、翌2012年は同じプラチナム所属の桜子[6]が、『アイドルの穴』で1位入賞を果たしジェニックの座を掴んでいるが、ソロイメージDVDの制作・発売が行われておらず、ジェニック創設以来続いていた伝統が一旦途絶えることになった。

## チャプター
1. Cool
2. Washing
3. Desire
4. Bed room
5. Sexy and Sexy
6. In a quiet mood
7. Arrest
8. greatest pleasure

### 特典映像
- 素顔のプライベート映像集
- 日テレジェニック2011 PRダイジェスト

## スタッフ
- Chief Producer：茶ノ前香（Vap）
- Producer：行実良（Vap）、青柳一夫（MAGMA）
- Director：嶋公浩（MAGMA）
- Photographer：横内禎久
- Hair&Make-UP：水口美穂
- Stylist：江川美恵
- EED・MA：Studio View
- Artist Management：プラチナムプロダクション
- Special Thanks：日本テレビ、『アイドルの穴』製作委員会、フォアキャスト・コミュニケーションズ、SION、日テレイベンツ、日テレサービス
- Co-produced by：MAGMA
- Produced by：バップ